# Chlamydera
Chlamydera é um género de ave da família Ptilonorhynchidae.
Este género contém as seguintes espécies:
- Chlamydera guttata
- Chlamydera cerviniventris
- Chlamydera nuchalis
- Chlamydera lauterbachi